# 讀取畫面

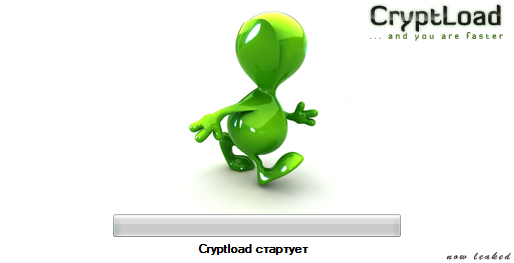
讀取畫面示意圖

讀取畫面又稱載入畫面，是计算机程序（通常是电子游戏）在程序加载（将程序的数据从碟盤存儲轉移至随机存取存储器）或初始化时屏幕中出現的畫面。
其實在電子遊戲領域，一款遊戲讀取畫面若是過多，對於玩家來說，這並非是一種良好的遊戲體驗。所以很多遊戲會在讀取畫面時顯示一些特別的圖像，例如在畫面中顯示與遊戲技巧有關的文字或說明。